# Какавин
Какавин (индон. kakawin; яв. ꦏꦏꦮꦶꦤ꧀ kakawin; балийск. ᬓᬓᬧᬶ kakawin) — одна из форм классической поэзии на древнеяванском языке. Основана на метрической системе стихосложения. Ритм и метр какавина произошли из санскритской литературы. В трактате по поэтике «Вратасаньчая» авторства Мпу Танакунга представлены почти 100 видов какавина.
Какавин был широко распространён в период c IX по XVI век. Поэты сочиняли и декламировали поэмы при дворах монархов в центральной и восточной Яве, а также на острове Бали. В XVI веке на смену какавину пришла новая форма поэзии мачапат. Она была основана на силлабической системе стихосложения и более соответствовала возможностям яванского языка. С наступлением в конце XVIII века периода яванского возрождения имело место временное возвращение к форме какавина.
Хотя в какавине изображаются события и персонажи из индуистской мифологии, местом действия всегда выступает остров Ява. Поэмы какавина представляют собой богатый источник информации о яванском обществе.